# Helmut Augsten
Helmut Augsten (* 8. Mai 1928 in Schönwald, Tschechoslowakei) ist ein deutscher Botaniker und ehemaliger Hochschullehrer.

## Leben und Wirken
Nach dem Schulbesuch studierte er Biologie und promovierte 1961 zum Dr. rer. nat. Nach seiner Habilitation wurde er Dozent an der Pädagogischen Hochschule Potsdam. 1962 wechselte er als Professor mit Lehrstuhl für Allgemeine Botanik an die Universität Greifswald. Mit Wirkung vom 1. September 1966 wurde er zum Geschäftsführenden Direktor des Botanischen Instituts ernannt.
Er wurde Mitglied der Deutschen Botanischen Gesellschaft, die Biologischen Gesellschaft der DDR und der Biophysikalischen Gesellschaft der DDR.

## Schriften (Auswahl)
- Fermentaktivität und Atmung bei Sommergerste nach Kältebehandlung des Saatgutes. Berlin 1956.
- Entwicklungs- und stoffwechselphysiologische Untersuchungen an Ficaria verna Huds. Potsdam 1961.
- Botanik. Teil 4.: Zellenlehre. Anleitung für die praktische Untersuchung und die Benutzung der Fachliteratur. Berlin 1961.
- (Mitautor): Einige Bemerkungen zur anatomisch-entwicklungsgeschichtlichen Terminologie des Blattes. In: Österreichisches botanisches Wochenblatt 119 (1971), Nr. 4–5, S. 572–576.
- Die Biologie in unserer Zeit, Aufgaben und Perspektiven. Berlin 1979.